# Felisa Martín Bravo
Felisa Martín Bravo (Sant Sebastià, 11 de juny de 1898 — Madrid, 29 d'octubre de 1979) fou una física i meteoròloga basca. Es convertí en la primera dona que ingressà al Servei General de Meteorologia espanyol la primera doctora en Física a l'Estat espanyol.

## Biografia
Va fer el batxillerat a Sant Sebastià, i va continuar estudis superiors a la Universitat Central de Madrid, on es va llicenciar en Ciències Físiques, el 1922. Com a única dona del departament es va sumar a l'equip de recerca del físic aragonès Julio Palacios, en el seu Laboratori de Recerques Físiques de la JAE. Felisa Martín Bravo va establir l'estructura cristal·lina dels òxids de níquel i de cobalt i del sulfur de plom, aplicant els mètodes de Bragg i de Debye-Scherrer, mitjançant rajos X. Aquest conjunt de recerques es van recollir el 1926 en la seva tesi doctoral, titulada “Determinació de l'estructura cristal·lina de l'òxid de níquel, del de cobalt i del sulfur de plom”. Però malgrat ser conscient de la importància d'aprofundir en la matèria, Martín Bravo no s'hi va poder dedicar per haver d'esmerçar el seu temps i energia a fer classes a l'Instituto Escuela. Aquest sentit pràctic la portaria també a opositar a una càtedra d'Institut el 1925.
El 1926 va viatjar als Estats Units amb una beca per a formació pedagògica de la JAE, per impartir un curs de Llengua Castellana i lliçons de Física al Connecticut College (New London). Tant aquesta activitat com la seva decisió de treballar com a auxiliar en el Servei Meteorològic (ja el 1931) l'allunyaven del seu suposat avenir com a investigadora. No obstant això, la creació en aquelles dates de l'Institut Nacional de Física i Química (INFQ) i la seva amistat amb Julio Palacios li van donar oportunitat de treballar en recerques de rajos X "per a la determinació d'estructures cristal·lines". Continuant en l'òrbita de la Institución Libre de Enseñanza, el 1932 va viatjar a Cambridge (Anglaterra) gràcies a una nova beca de la Junta per a l'Ampliació d'Estudis (JAE), on aquells dies s'hi trobava també el seu marit, José Vallejo Sánchez, catedràtic de Filologia Llatina de la Universitat de Sevilla. Allí va assistir a les classes d'Ernest Rutherford i va ampliar els seus coneixements de ciències atmosfèriques amb el professor C.T.R. Wilson (1869-1959), especialista en electricitat atmosfèrica, i la seva aplicació en el camp de la protecció aeronàutica.
Al seu retorn de Cambridge, el 1933, va quedar integrada en el quadre del Servei Meteorològic Nacional a Madrid, on també seria la primera dona admesa. Després de l'esclat de la guerra civil espanyola, i davant el trasllat de l'oficina central a València seguint al Govern de la República el 1936, es va negar a abandonar Madrid, decisió que li va suposar el seu cessament en el lloc que ocupava. Aquesta circumstància va poder ser determinant el 1939, quan, finalitzada la guerra, la necessitat de quadres científics en el bàndol vencedor va fer que, després de ser 'depurada' i sotmesa a un 'expedient de responsabilitats', Felisa Martín fos inclosa en el cos de meteoròlegs del Servei General de Meteorologia espanyol, on va ser l'única dona fins al 1960 i una de les poques persones civils de l'entitat.
Els resultats de les seves investigacions sobre electricitat atmosfèrica van ser exposats en diversos articles que va escriure durant els anys 1943 i 1954. Va romandre a l'entitat fins a la jubilació.
El 1962 es va fundar l'Associació Meteorològica Espanyola (AME). Segons el que figura en el seu butlletí, Felisa Martín Bravo va fer interessants contribucions a les primeres Jornades Científiques de l'Associació, celebrades a Salamanca al voltant del tema de «Meteorologia i automatisme». Durant 1973-74 va ser presidenta de l'Associació Meteorològica Espanyola, la primera i l'única dona que ha ocupat el càrrec fins a abril de 2019, quan en la renovació de la Junta Directiva es va triar María Delfina Gil Fernández com a presidenta.
Felisa Martín Bravo va morir a Madrid el 29 d'octubre de 1979.

## Premis i reconeixements
- En 2018 va ser inclosa en la Taula periòdica de les Científiques amb motiu de la celebració del 150è aniversari de la publicació de Mendeléyev i la declaració del 2019 com a Any Internacional de la Taula periòdica dels Elements Químics.[13]
- En 2017 l'Ajuntament de Sant Sebastià l'ha reconeguda donant el seu nom a un carrer.